# Ligue continentale de hockey
 (mars 2022).
Les normes d'accessibilité du Web doivent être respectées sur les articles liés au hockey sur glace.
Les articles possédant ce bandeau sont listés dans la catégorie:Article hockey sur glace non accessible.
Les points d'amélioration suivants sont les cas les plus fréquents :
- Tableaux de données : utiliser les modèles préformatés déjà disponibles ou consulter l'aide ;
- Listes à puces : les listes à puces sont créées grâces aux astérisques. Il ne doit pas y avoir de ligne vide entre deux astérisques ;
- Langue : tout changement de langue doit être signalé grâce au modèle {{langue}} ou au paramètrelangue=quand le modèle {{Lien web}} est utilisé dans les références ;
- Alternative textuelle : toute image doit être accompagnée d'une description sommaire (à ne pas confondre avec la légende).

Voir aussi Wikipédia:Atelier accessibilité/Bonnes pratiques.
Nota : ce bandeau ne concerne pas les problèmes d'accessibilité dus aux modèles utilisés.
La  Ligue continentale de hockey (en russe : Континентальная хоккейная лига, Kontinentalnaïa khokkeïnaïa liga ; en abrégé КХЛ, KHL) est un championnat de hockey sur glace en Eurasie. La KHL a remplacé la Superliga russe. Le niveau de jeu de cette ligue est communément considéré comme le meilleur en Europe, et le deuxième au monde, derrière la Ligue nationale de hockey. 
Les joueurs qui la composent ont longtemps été en grande majorité d'origine russe puis est-européenne. Au fur et à mesure, de nouvelles nationalités notamment européennes et très peu nord-américaines de joueurs se sont ajoutées à la liste et, même si les Russes restent les plus nombreux, plusieurs pays sont désormais représentés (environ 30 % des joueurs).
La KHL, formée en 2008 en Russie, compte à la saison 2013-2014, vingt-huit équipes. Puis à partir de la saison 2016-2017, elle compte une équipe de plus, en raison d'une expansion à Pékin, amenant ainsi la ligue à vingt-neuf équipes. Depuis la saison 2021-2022, la ligue abaisse le nombre d'équipes à 22.

## Structure et règles

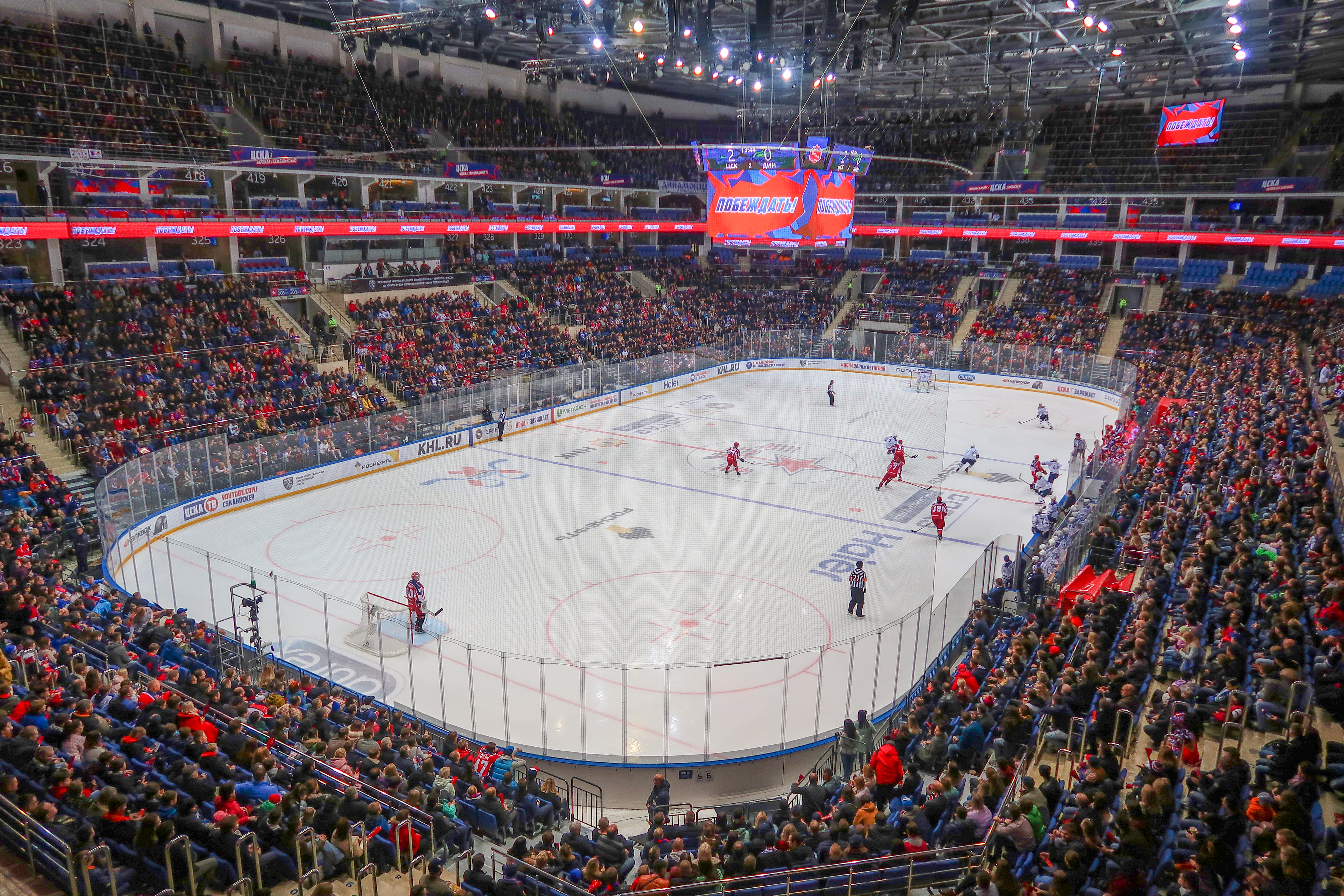
Match KHL, CSKA Moscou contre Dinamo Moscou

Ce championnat n'est pas organisé par la Fédération de Russie de hockey sur glace (FHR), contrairement à la Superliga. Seize équipes participent aux séries éliminatoires. Les premiers tours s'effectuent au meilleur des cinq manches alors que les demi-finales et la finales se déroulent en sept matchs. Il n'existe pas de système de relégation/promotion avec l'échelon inférieur, la Vyschaïa Liga, comme cela pouvait être le cas avec la Superliga.
Les effectifs des clubs russes peuvent être composés d'un maximum de cinq joueurs étrangers. Est considéré comme étranger un joueur ne possédant pas de passeport russe. Les équipes non-russes doivent a contrario posséder un minimum de cinq joueur de la nationalité du club. Une restriction est également appliquée en saison régulière pour les gardiens étrangers des clubs russes qui ne peuvent jouer plus des deux tiers du temps réglementaire total de l'équipe. 
L'équipe qui termine première de la saison régulière est déclarée championne de la KHL et décroche la Coupe du Continent. Le vainqueur des séries éliminatoires de la KHL remporte lui la Coupe Gagarine, nommée ainsi en l'honneur du cosmonaute Iouri Gagarine.
En 2009, la Molodiojnaïa Hokkeïnaïa Liga (MHL) est créée pour les joueurs de 17 à 21 ans. En 2010, la Vyschaïa Liga n'est plus organisée par la FHR et devient indépendante. Elle est renommée VHL. Ses équipes sont les clubs-écoles des équipes de la KHL.

## Historique

Logo de 2008 à 2012

Lors de sa saison inaugurale, la ligue regroupe 24 équipes : 20 équipes de l'ancienne Superliga russe, le Barys Astana du Kazakhstan et l'Avtomobilist Iekaterinbourg de Russie qui évoluaient en Vyschaïa Liga, le Dinamo Minsk de Biélorussie ainsi que le Dinamo Riga de Lettonie. L'Avtomobilist Iekaterinbourg est remplacé par le Khimik Voskressensk, vainqueur de la Vyschaïa Liga, pour des raisons budgétaires.
Le premier Match des étoiles de la KHL s'est déroulé le 10 janvier 2009 en extérieur sur la Place Rouge à Moscou. Il a opposé la sélection russe de Alekseï Iachine à la sélection étrangère de Jaromír Jágr.
Le Salavat Ioulaïev Oufa remporte la saison régulière alors que l'Ak Bars Kazan gagne la Coupe Gagarine.
La KHL a organisé son premier repêchage le 1er juin 2009. Les joueurs sont éligibles en Amérique du Nord et en Europe et chaque équipe peut protéger trois joueurs issus de son équipe junior.
En 2009, le Khimik Voskressensk connait à son tour des difficultés économiques, et cède sa place à l'Avtomobilist Iekaterinbourg.
La KHL a signé un protocole d'entente avec l'Agence mondiale antidopage le 25 février 2010.
En 2010, le Iougra Khanty-Mansiïsk fait son entrée dans la ligue. Le Lada Togliatti n'est pas accepté en raison de problèmes financiers alors que le HK Dinamo Moscou et le HK MVD fusionnent et laissent place au OHK Dinamo. Le club ukrainien du HK Boudivelnik Kiev doit renoncer fin juin 2010 à intégrer la ligue, en raison des travaux en cours dans sa patinoire.
En 2011, la ligue revient à 24 équipes et s'étend au-delà des frontières de l'ex-URSS. Elle intègre le HC Lev Poprad basé en Slovaquie. 
Le 7 septembre 2011, date du début de la saison, l'avion transportant le Lokomotiv Iaroslavl s'écrase, tuant tous les membres de l'équipe qui étaient à bord à l'exception d'Aleksandr Galimov, qui décède quelques jours plus tard. La Ligue décide alors de reporter l'ouverture de la saison, interrompant même un match en cours entre Oufa et Mytichtchi.

Logo de la KHL de 2012 à 2016.

En 2012, une équipe ukrainienne, le Donbass Donetsk et une équipe tchèque, le HC Lev Prague intègrent la ligue. Le HC Lev a déménagé de Poprad à Prague mais la KHL conserve une équipe en Slovaquie avec l'arrivée du HC Slovan Bratislava.
En 2013, la KHL s'étend en Croatie avec le KHL Medveščak Zagreb et à Vladivostok où l'Admiral Vladivostok est créé.
En 2014, le club finlandais du Jokerit fait son entrée dans la ligue tout comme le HK Sotchi alors que le Donbass, le HC Lev Prague et le HK Spartak Moscou la quitte. Le Lada Togliatti fait son retour.
En 2018, le Lada Togliatti et Iougra Khanty-Mansiïsk sont exclus de la saison, car les dirigeants de la ligue ont déterminé qu'il devait retourner à 25 équipes pour maximiser les profits de la KHL et des équipes participantes pour éviter les équipes faibles dû au manque d'argent pour payer des joueurs de talent. 

### Liste des vainqueurs de la Coupe Gagarine
| Année     | Champion                | Finaliste               | Série        |
| --------- | ----------------------- | ----------------------- | ------------ |
| 2008-2009 | Ak Bars Kazan           | Lokomotiv Iaroslavl     | 4-3          |
| 2009-2010 | Ak Bars Kazan           | HK MVD                  | 4-3          |
| 2010-2011 | Salavat Ioulaïev Oufa   | Atlant Mytichtchi       | 4-1          |
| 2011-2012 | Dinamo Moscou           | Avangard Omsk           | 4-3          |
| 2012-2013 | Dinamo Moscou           | Traktor Tcheliabinsk    | 4-2          |
| 2013-2014 | Metallourg Magnitogorsk | HC Lev Prague           | 4-3          |
| 2014-2015 | SKA Saint-Pétersbourg   | Ak Bars Kazan           | 4-1          |
| 2015-2016 | Metallourg Magnitogorsk | CSKA Moscou             | 4-3          |
| 2016-2017 | SKA Saint-Pétersbourg   | Metallourg Magnitogorsk | 4-1          |
| 2017-2018 | Ak Bars Kazan           | CSKA Moscou             | 4-1          |
| 2018-2019 | CSKA Moscou             | Avangard Omsk           | 4-0          |
| 2019-2020 | Non décernée            | Non décernée            | Non décernée |
| 2020-2021 | Avangard Omsk           | CSKA Moscou             | 4-2          |
| 2021-2022 | CSKA Moscou             | Metallourg Magnitogorsk | 4-3          |
| 2022-2023 | CSKA Moscou             | Ak Bars Kazan           | 4-3          |
| 2023-2024 | Metallourg Magnitogorsk | Lokomotiv Iaroslavl     | 4-0          |
| 2024-2025 | Lokomotiv Iaroslavl     | Traktor Tcheliabinsk    | 4-1          |

## Équipes de la KHL

### Équipes actuelles
Conférence de l'Ouest
| \| Spartak Moscou Saint-Pétersbourg Tcherepovets Dinamo Moscou CSKA Moscou Minsk Iaroslavl Balachikha Sotchi Nijni Novgorod \| Localisation des clubs de la conférence de l'Ouest de la KHL. |
| Spartak Moscou Saint-Pétersbourg Tcherepovets Dinamo Moscou CSKA Moscou Minsk Iaroslavl Balachikha Sotchi Nijni Novgorod                                                                     |

| Division          | Équipe                 | Localisation      | Patinoire                    | Capacité | Création |
| ----------------- | ---------------------- | ----------------- | ---------------------------- | -------- | -------- |
| Division Bobrov   | HK Vitiaz              | Balachikha        | Balachikha Arena             | 5 678    | 1996     |
| Division Bobrov   | Spartak Moscou         | Moscou            | Megasport Arena              | 12 616   | 1946     |
| Division Bobrov   | Torpedo Nijni Novgorod | Nijni Novgorod    | Palais des sports Nagorny    | 5 500    | 1947     |
| Division Bobrov   | SKA Saint-Pétersbourg  | Saint-Pétersbourg | SKA Arena                    | 21 542   | 1946     |
| Division Bobrov   | HK Sotchi              | Sotchi            | Palais des glaces Bolchoï    | 12 035   | 2014     |
| Division Tarassov | Lokomotiv Iaroslavl    | Iaroslavl         | Arena 2000                   | 9 070    | 1949     |
| Division Tarassov | Dinamo Minsk           | Minsk             | Minsk-Arena                  | 15 086   | 1976     |
| Division Tarassov | CSKA Moscou            | Moscou            | CSKA Arena                   | 11 880   | 1946     |
| Division Tarassov | Dinamo Moscou          | Moscou            | Palais de glace VTB          | 10 721   | 2010     |
| Division Tarassov | Red Star Kunlun        | Mytishchi         | Mytichtchi Arena             | 7 114    | 2016     |
| Division Tarassov | Severstal Tcherepovets | Tcherepovets      | Palais de glace Tcherepovets | 5 583    | 1956     |

Conférence de l'Est
| \| Oufa Omsk Astana Khabarovsk Vladivostok Pékin Kazan Magnitogorsk Tcheliabinsk Nijnekamsk Iekaterinbourg Novossibirsk \| Localisation des clubs de la conférence de l'Est de la KHL. |
| Oufa Omsk Astana Khabarovsk Vladivostok Pékin Kazan Magnitogorsk Tcheliabinsk Nijnekamsk Iekaterinbourg Novossibirsk                                                                   |

| Division              | Équipe                      | Localisation   | Patinoire                   | Capacité | Création |
| --------------------- | --------------------------- | -------------- | --------------------------- | -------- | -------- |
| Division Kharlamov    | Avtomobilist Iekaterinbourg | Iekaterinbourg | UMMC Arena                  | 12 588   | 2006     |
| Division Kharlamov    | Ak Bars Kazan               | Kazan          | TatNeft Arena               | 8 895    | 1955     |
| Division Kharlamov    | Lada Togliatti              | Togliatti      | Lada Arena                  | 6 000    | 1976     |
| Division Kharlamov    | Metallourg Magnitogorsk     | Magnitogorsk   | Arena Metallourg            | 7 704    | 1950     |
| Division Kharlamov    | Neftekhimik Nijnekamsk      | Nijnekamsk     | Palais de glace Neftekhimik | 5 500    | 1968     |
| Division Kharlamov    | Traktor Tcheliabinsk        | Tcheliabinsk   | Traktor Arena               | 7 500    | 1947     |
| Division Tchernychiov | Barys                       | Astana         | Barys Arena                 | 11 040   | 1999     |
| Division Tchernychiov | Amour Khabarovsk            | Khabarovsk     | Platinum Arena              | 7 100    | 1966     |
| Division Tchernychiov | Avangard Omsk               | Omsk           | G-Drive Arena               | 12 011   | 1950     |
| Division Tchernychiov | Salavat Ioulaïev Oufa       | Oufa           | Oufa Arena                  | 8 522    | 1957     |
| Division Tchernychiov | Sibir Novossibirsk          | Novossibirsk   | Sibir Arena                 | 10 634   | 1962     |
| Division Tchernychiov | Admiral Vladivostok         | Vladivostok    | Fetissov Arena              | 6 000    | 2013     |

### Anciennes équipes de la KHL
| Équipe                 | Localisation    | Patinoire                    | Création | Saisons   |
| ---------------------- | --------------- | ---------------------------- | -------- | --------- |
| Khimik Voskressensk    | Voskressensk    | Palais de glace Podmoskovie  | 2005     | 2008-2009 |
| HK MVD                 | Balachikha      | Balachikha Arena             | 2004     | 2008-2010 |
| HC Lev Poprad          | Poprad          | Tatravagónka Arena           | 2010     | 2011-2012 |
| Donbass Donetsk        | Donetsk         | Palais des sports Droujba    | 2001     | 2012-2014 |
| Lev Prague             | Prague          | Tipsport Arena               | 2012     | 2012-2014 |
| Atlant Mytichtchi      | Mytichtchi      | Mytichtchi Arena             | 1953     | 2008-2015 |
| Medveščak Zagreb       | Zagreb          | Dom Sportova                 | 1961     | 2013-2017 |
| Iougra Khanty-Mansiïsk | Khanty-Mansiïsk | Arena Iougra                 | 2006     | 2010-2018 |
| Slovan Bratislava      | Bratislava      | Zimný štadión Ondreja Nepelu | 1921     | 2012-2019 |
| Jokerit                | Helsinki        | Hartwall Arena               | 1967     | 2014-2022 |
| Dinamo Riga            | Riga            | Riga Arena                   | 2008     | 2008-2022 |

## Trophées
- Coupe d'Ouverture (Koubok Otkrytia, du russe Кубок Открытия) : premier match de la saison opposant les finalistes de la Coupe Gagarine précédente.
- Coupe du Continent (Koubok Kontinenta, du russe Кубок Континента) : vainqueur de la saison régulière.
- Coupe du champion de la conférence Ouest (Koubok Pobediteliou Konferentsi Zapad, du russe Кубок Победителю конференции Запад) : vainqueur des séries éliminatoires de la conférence Ouest.
- Coupe du champion de la conférence est (Koubok Pobediteliou Konferentsi Vostok, du russe Кубок Победителю конференции Восток) : vainqueur des séries éliminatoires de la conférence est.
- Coupe Gagarine (Koubok Gagarina, du russe Кубок Гагарина) : vainqueur des séries éliminatoires.

## Les joueurs de la KHL

### Les meilleurs joueurs
Les statistiques les plus parlantes pour un joueur sont les buts, les assistances (ou passes) et les points.
| Record | Nom                | Total | Période   |
| ------ | ------------------ | ----- | --------- |
| Pts    | Sergueï Moziakine  | 756   | 2008-2021 |
| B      | Sergueï Moziakine  | 351   | 2008-2021 |
| A      | Vadim Chipatchiov  | 477   | 2008-     |
| PJ     | Ievgueni Birioukov | 723   | 2008-     |

| Record | Nom                | Total | Période   |
| ------ | ------------------ | ----- | --------- |
| Pts    | Sergueï Moziakine  | 172   | 2008-2021 |
| B      | Sergueï Moziakine  | 68    | 2008-2021 |
| A      | Sergueï Moziakine  | 104   | 2008-2021 |
| PJ     | Ievgueni Birioukov | 161   | 2008-     |

### Meilleur gardien
| Record        |     | Nom                  | Années |
| ------------- | --- | -------------------- | ------ |
| Victoires     | 283 | Vassili Kochetchkine | 2008–  |
| Blanchissages | 74  | Vassili Kochetchkine | 2008–  |

| Record        |    | Nom                  | Années    |
| ------------- | -- | -------------------- | --------- |
| Victoires     | 86 | Vassili Kochetchkine | 2008–     |
| Blanchissages | 16 | Ilia Sorokine        | 2012-2020 |